# Ісландія на зимових Олімпійських іграх 1960
Ісландія на зимових Олімпійських іграх 1960 року, які проходили в американському місті Скво-Веллі, була представлена 4 спортсменами (всі чоловіки) у двох видах спорту. Прапороносцем на церемоніях відкриття та закриття Олімпійських ігор був лижник Крістін Бенедіктссон.

## Гірськолижний спорт
Чоловіки
| Спортсмен            | Дисципліна         | Дистанція 1 | Дистанція 1 | Дистанція 2 | Дистанція 2 | Разом  | Разом |
| Спортсмен            | Дисципліна         | Час         | Місце       | Час         | Місце       | Час    | Місце |
| -------------------- | ------------------ | ----------- | ----------- | ----------- | ----------- | ------ | ----- |
| Йоган Вілбергссон    | швидкісний спуск   |             |             |             |             | 2:24.6 | 33    |
| Крістін Бенедіктссон | швидкісний спуск   |             |             |             |             | 2:26.0 | 36    |
| Ейстейн Тоурдарсон   | швидкісний спуск   |             |             |             |             | 2:26.2 | 37    |
| Ейстейн Тоурдарсон   | гігантський слалом |             |             |             |             | 1:59.1 | 27    |
| Крістін Бенедіктссон | гігантський слалом |             |             |             |             | 2:06.1 | 34    |
| Йоган Вілбергссон    | гігантський слалом |             |             |             |             | DSQ    | –     |
| Ейстейн Тоурдарсон   | слалом             | 1:17.0      | 20          | 1:07.9      | 17          | 2:24.9 | 17    |
| Крістін Бенедіктссон | слалом             | 1:24.1      | 37          | 1:13.0      | 23          | 2:37.1 | 23    |
| Йоган Вілбергссон    | слалом             | 1:25.7      | 40          | DSQ         | –           | DSQ    | –     |

## Стрибки з трампліна
| Спортсмен                | Дисципліна          | Стрибок 1 | Стрибок 1 | Стрибок 1 | Стрибок 2 | Стрибок 2 | Стрибок 2 | Разом      | Разом            |
| Спортсмен                | Дисципліна          | Відстань  | Бали      | Місце     | Відстань  | Бали      | Місце     | Сума балів | Підсумкове місце |
| ------------------------ | ------------------- | --------- | --------- | --------- | --------- | --------- | --------- | ---------- | ---------------- |
| Скарпг'єдінн Гюдмюндссон | нормальний трамплін | 64.0      | 73.0      | 43        | 64.0      | 82.7      | 41        | 155.7      | 43               |